# C. F. Andrews
Pour les articles homonymes, voir Andrews.
Charles Freer Andrews (ou simplement C.F. Andrews), né le 12 février 1871 à Newcastle-upon-Tyne (Angleterre) et décédé le 5 avril 1940 à Calcutta (Inde) était un missionnaire anglican britannique. Pédagogue et réformateur social il fut un ami proche du Mahatma Gandhi et s’identifia complètement avec la cause pour l’indépendance de l’Inde. Jouant sur ses initiales (C.F.A.), le mahatma Gandhi l’appelait familièrement ‘Christ's Faithful Apostle’.

## Biographie

### Jeunesse et formation
Né le 12 février 1871 C.F. Andrews appartient à une famille d’ancienne tradition catholique. Son père était ministre et évêque de l'Église catholique apostolique - une communauté catholique dissidente du début du XIXe siècle -, à Birmingham. Malgré de grosses difficultés financières rencontrées par la famille, Andrews fait de bonnes études à la King Edward's School de Birmingham, qu’il poursuit à Pembroke College (Cambridge). Durant ses études il s’éloigne de la religion catholique et se rapproche de l'anglicanisme. Il est diacre en 1896 et ordonné prêtre anglican en 1897. Il est alors nommé vice-principal du Westcott House Theological College à Cambridge.
Attentif aux questions sociales, Andrews y réfléchit à la lumière de l’Évangile. Cela le conduit a un engagement personnel prononcé. Il sympathise avec les luttes socio-économiques des populations sous domination coloniale britannique.

### Enseignement et engagement social
En 1904 il se joint à la ‘Mission de Cambridge’ à Delhi (Inde) où il enseigne la philosophie au St Stephen’s College. Il y œuvre à une meilleure compréhension entre européens et indiens. Mais il est surtout choqué par le comportement raciste de nombreuses autorités du Raj britannique. Surnommé par ses étudiants Deenabandhu (‘ami des pauvres’) il commence alors à donner son soutien aux aspirations politiques de la population indienne. Il exprime une première fois ses sentiments dans une lettre de 1906 publiée dans le ‘Civil and Military Gazette’ et s’affilie au Congrès national indien (‘Indian National Congress’). Son intervention et son attitude conciliatrice contribuent à mettre fin à la grève des travailleurs du coton à Madras, en 1913. En 1913, il est professeur au collège fondé par Tagore à Shantiniketan.

### En Afrique du Sud
Connu pour son intelligence, sa rectitude morale et ses vues sociales réformistes il est invité par Gopal Krishna Gokhale, leader politique indien de renom, à visiter l’Afrique du Sud pour y guider la communauté indienne locale dans ses conflits avec les autorités anglaises. Il y rencontre un jeune avocat gujarati, Mohandas Karamchand Gandhi, qui y organise le Congrès indien du Natal en vue de lutter contre les discriminations raciales dont les indiens sont victimes. Andrews est impressionné par la personnalité de Gandhi et sa connaissance des valeurs chrétiennes. Il est conquis par sa méthode non-violente (‘ahimsa’) inspirée en partie de l’anarchisme chrétien de Léon Tolstoi.  
Comme le lui ont demandé les dirigeants du Congrès indien, il convainc Gandhi à rentrer avec lui en Inde (1915).
Toute sa vie Andrews sera un ami intime et proche collaborateur de Gandhi, même s’il était parfois en désaccord avec lui. (Ainsi, il n'arrive pas à admettre que Gandhi encourage le recrutement de combattants indiens par l’armée anglaise, durant la Première Guerre mondiale en contradiction apparente avec ses idées non-violentes.)

### Aux îles Fidji
Lorsque des missionnaires chrétiens aux Fidji informent les autorités du Raj britannique des conditions déplorables dans lesquelles les travailleurs indiens sous contrat d'indenture doivent y travailler, le gouvernement envoie, en septembre 1915, Andrews et Pearson pour enquêter. Ceux-ci visitent de nombreuses plantations, interviewant les travailleurs, administrateurs et autorités gouvernementales. À leur retour en Inde ils contactent même les travailleurs qui en sont revenus. Le rapport, très complet, présenté par Andrews et Pearson - "Report on Indentured Labour in Fiji" – soulignent les abus du système réduisant en servitude les travailleurs indiens. En 1917, Andrews fait une seconde visite aux îles Fidji et ne constate que peu d’amélioration. À la suite de quoi il appelle à interdire les contrats d'indenture qui ne sont que servage déguisé. Il obtient gain de cause : ce type de travail est formellement aboli en 1920.

### En Inde britannique
En 1925, Andrews est élu président du syndicat All India Trade Union. Il est réélu en 1927.  Concurremment, il s'engage dans un dialogue entre Hindous et Chrétiens. À Shantiniketan, il rend fréquemment visite au poète et philosophe Rabindranath Tagore. Il soutient vigoureusement le mouvement visant à bannir tout concept d'intouchabilité et ses conséquences de discrimination sociale. Ainsi, en 1925, il prend part au célèbre ‘satyagraha’ de Vaikom (au Kérala) et, en 1933, il aide B.R. Ambedkar à formuler les revendications des dalits.
En 1931, il accompagne à Londres le mahatma Gandhi invité à la seconde ‘Round Table Conference’, et l’assiste dans les négociations avec le gouvernement anglais sur les questions d’autonomie et de dévolution de pouvoir en Inde.
En 1936, alors qu’il est en visite en Australie et Nouvelle-Zélande, Andrews est invité à repasser par Fidji. Les travailleurs indiens et leurs descendants souhaitent de nouveau son aide pour surmonter un nouveau type de servitude: ils sont liés à la Colonial Sugar Refining Company qui contrôle tous les aspects de leur vie. Le pasteur Andrews se réjouit cependant de ce que les conditions de vie et de travail des Indiens fidjiens se sont fortement améliorées. Il leur rappelle que les Fidjis appartiennent avant tout aux Fidjiens et qu’eux-mêmes sont là comme « invités ».

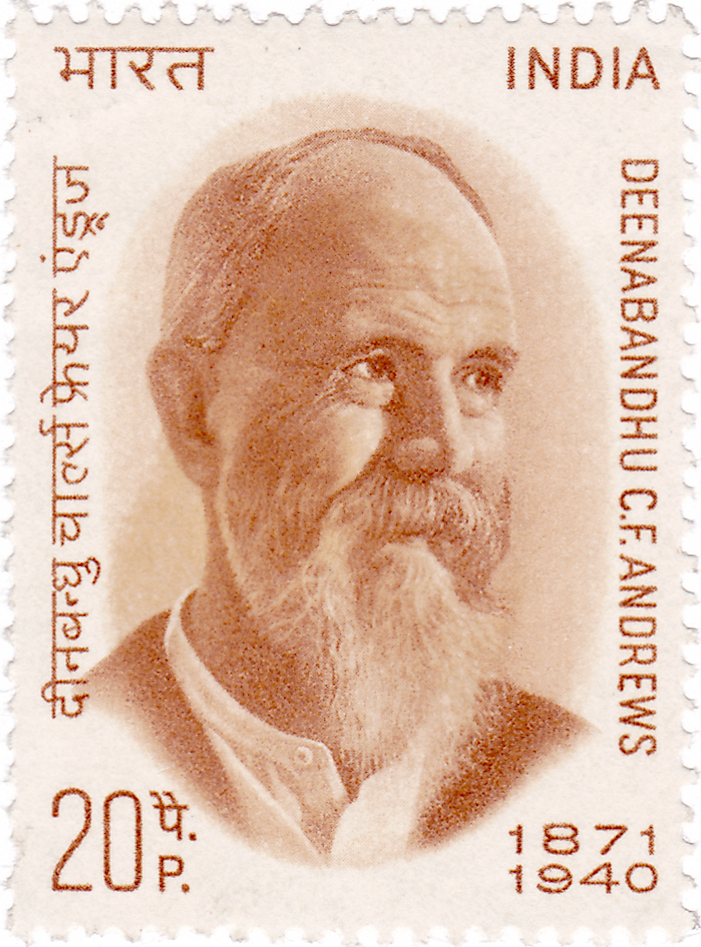
Timbre indien émis en 1971

### Distanciation
C’est à cette époque, la seconde moitié des années 1930, que le mahatma Gandhi lui suggère qu’il valait mieux laisser la lutte pour l’indépendance aux Indiens eux-mêmes. Andrews accepte cette distanciation et, à partir de 1935, se trouve plus fréquemment en Angleterre où il donne cours et conférences aux jeunes sur l’appel radical du Christ à le suivre. Gandhi qui avait une très haute estime pour le pasteur anglican, lui donna le surnom affectueux de ‘Christ’s Faithful Apostle’ [CFA]. Andrews était un des amis les plus proches du Mahatma, et peut-être le seul à l’appeler par son prénom ‘Mohan’.
Charles F. Andrews meurt lors d’une visite à Calcutta, le 5 avril 1940. Il est enterré dans le cimetière chrétien de Lower Circular Rd, à Calcutta.

## Écrits
- The Relation of Christianity to the Conflict between Capital and Labour, 1896.
- The Renaissance in India: its Missionary Aspect, 1912.
- Christ and Labour, 1923.
- What I owe to Christ, 1932.
- The Sermon on the Mount, 1942.
- Mahatma Gandhi His Life and Works, 1930 (republié en 2007).

## Souvenir et reconnaissance publique
- Deux facultés universitaires affiliées à l’université de Calcutta portent son nom, le ‘’Deenabandhu Andrews College’ et la ’Dinabandhu institution’ de Salimpur, au sud de Calcutta.
- Les services postaux de l’Inde émirent un timbre-poste à son effigie à l’occasion du centenaire de la naissance de ‘Deenabandhu C.F. Andrews’ (en 1971).
- Dans le film Gandhi de Richard Attenborough (1982) le rôle de C.F. Andrews est joué par Ian Charleson.
- C.F. Andrews est commémoré dans le calendrier liturgique de l’Église épiscopale des États-Unis (12 février).